# Raymundo Damasceno Assis

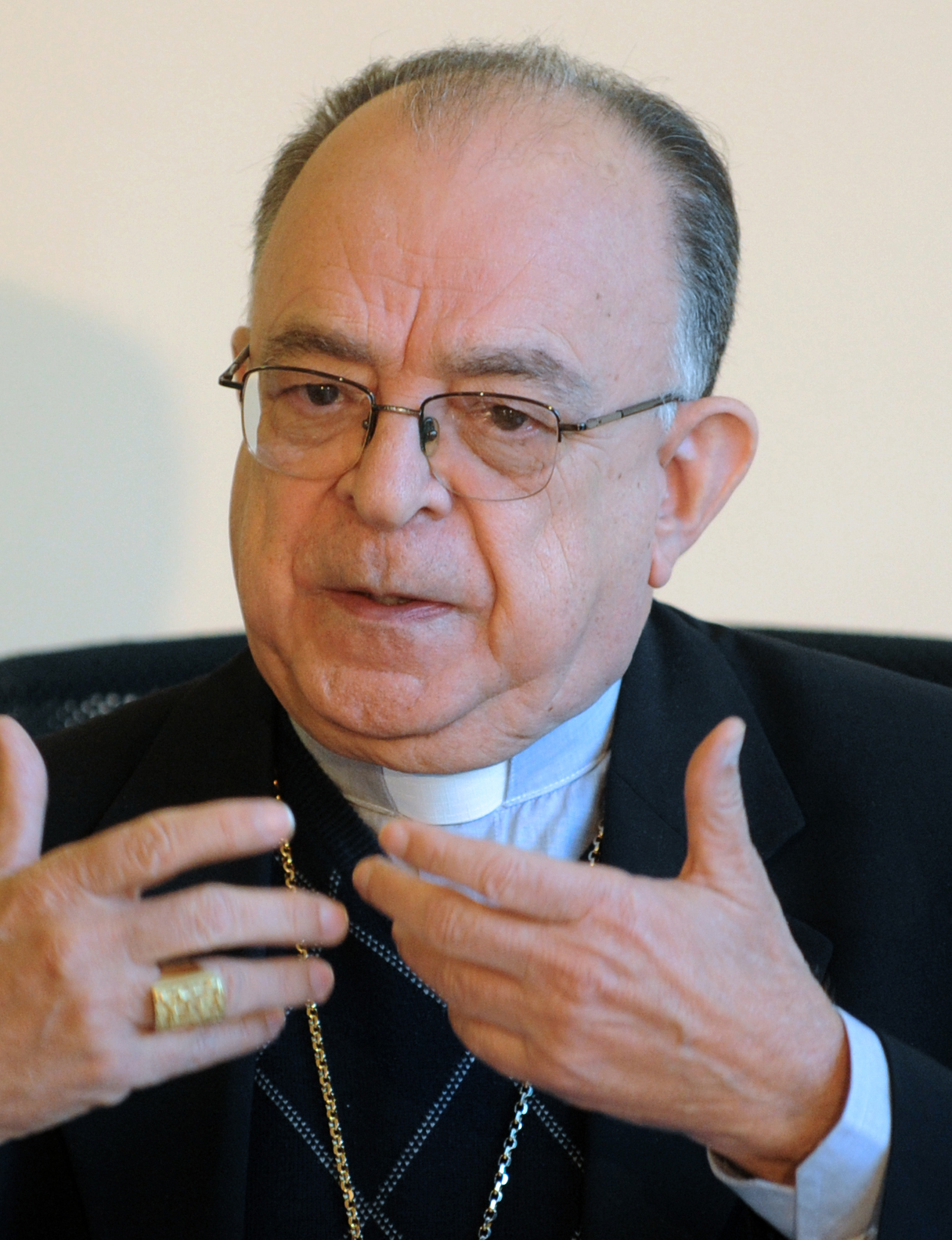
Raymundo Damasceno Kardinal Assis (2011)

Kardinalswappen

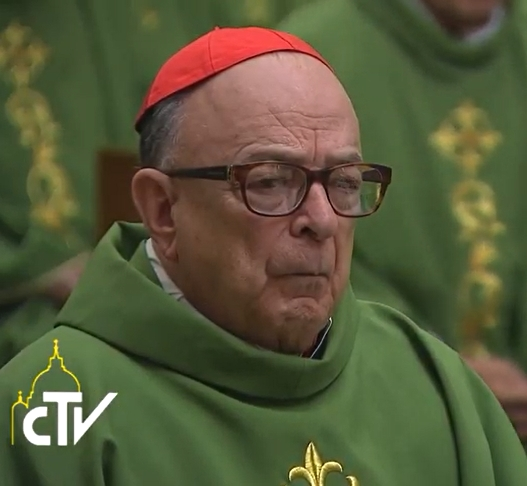
Kardinal Assis in Rom (2017)

Raymundo Kardinal Damasceno Assis (* 15. Februar 1937 in Capela Nova, Brasilien) ist ein römisch-katholischer Geistlicher und emeritierter Erzbischof von Aparecida.

## Leben
1955 trat Damasceno Assis in das Priesterseminar von Mariana ein. Er begann 1961 ein Studium der Katholischen Theologie an der Päpstlichen Universität Gregoriana in Rom, welches er mit einer Promotion abschloss. 1965 ging Raymundo Damasceno Assis nach München, um sich im Fach Katechese weiter zu spezialisieren. 
Am 19. März 1968 empfing Damasceno Assis das Sakrament der Priesterweihe. Er arbeitete im Büro des Priesterseminars und der Universität von Brasília, bevor er zum Generalvikar des Erzbistums Brasília ernannt worden war. Papst Paul VI. verlieh ihm am 18. August 1970 den Titel Kaplan Seiner Heiligkeit.
Papst Johannes Paul II. ernannte ihn am 18. Juni 1986 zum Titularbischof von Nova Petra und zum Weihbischof in Brasília. Die Bischofsweihe erfolgte am 15. September desselben Jahres durch José Kardinal Freire Falcão. Mitkonsekratoren waren Alterzbischof José Newton de Almeida Baptista und Weihbischof Geraldo do Espírito Santo Ávila. Von 1995 bis 2003 war Raymundo Damasceno Assis zusätzlich Generalsekretär der Brasilianischen Bischofskonferenz. Am 28. Januar 2004 ernannte ihn Johannes Paul II. zum Erzbischof von Aparecida. Dieses Amt trat Damasceno Assis am 25. März desselben Jahres an. 
Erzbischof Raymundo Damasceno Assis ist Mitglied des Päpstlichen Rates für die sozialen Kommunikationsmittel. Von 2007 bis 2011 war er Präsident der CELAM. Raymundo Damasceno Assis wurde durch Papst Benedikt XVI. am 6. September 2008 zum Mitglied der Zwölften Generalversammlung (5. bis 26. Oktober 2008) und am 23. September 2009 zum Mitglied der Zweiten Sonderversammlung der Bischofssynode für Afrika (4. bis 25. Oktober 2009) ernannt. Am 8. Oktober 2009 wurde er zum Mitglied der Päpstlichen Kommission für Lateinamerika berufen.
Im feierlichen Konsistorium vom 20. November 2010 nahm ihn Papst Benedikt XVI. als Kardinalpriester mit der Titelkirche Immacolata al Tiburtino in das Kardinalskollegium auf. Im Anschluss daran erneuerte der Papst am 29. Dezember 2010 die Ernennung zum Mitglied der Päpstlichen Kommission für Lateinamerika und ernannte ihn zusätzlich zum Mitglied der Päpstlicher Rats für die sozialen Kommunikationsmittel. Nach dem Rücktritt Benedikts XVI. nahm er am Konklave 2013 teil.
Die Mitgliedschaft in der Lateinamerikakommission wurde am 15. Januar 2014 durch Papst Franziskus bestätigt. Am 21. November 2014 ernannte ihn der Papst zu einem der vier Präsidenten der 14. Generalversammlung der Bischofssynode (4. bis 25. Oktober 2015).
Raymundo Damasceno Assis war von Mai 2011 bis April 2015 als Nachfolger von Geraldo Lyrio Rocha Vorsitzender der brasilianischen Bischofskonferenz.
Am 16. November 2016 nahm Papst Franziskus sein altersbedingtes Rücktrittsgesuch an.

## Schriften
- A Igreja Católica em Brasília nos seus primórdios. Edições CNBB, Brasília 2021.